# La Bassée
La Bassée è un comune francese di 6 622 abitanti situato nel dipartimento del Nord nella regione dell'Alta Francia.
La Bassée fu teatro dell'omonimo scontro che vide contrapporsi Inglesi e Indiani alle forze tedesche nell'ambito della cosiddetta Corsa al mare, durante la prima guerra mondiale.

## Storia
La Bassée ha conosciuto come molte località nel nord della Francia una lunga storia ricca di eventi le cui origini, molto antiche, sono ancora poco conosciute.
Lo storico gesuita Martin L'Hermite (1596–1652), nella sua opera Histoire des saints de la province de Lille, narra che La Bassée ricevette, nel 390, la visita pastorale di san Diogene, primo vescovo di Arras nel corso della sua missione di evangelizzazione delle Fiandre. Intorno all'anno 430, i Franchi irruppero in Gallia e sconfissero i Romani dopo sanguinose battaglie che ebbero luogo nei territori di Illies, Marquillies e Lorgies. Si hanno scarse notizie del periodo sotto la dominazione carolingia. Secondo le cronache dell'epoca il paese era allora quasi interamente coperto da paludi e boschi dove trovavano rifugio bande di fuorilegge. Dopo san Vedasto intorno al 510 e san Domenico nel 555, sant'Amando, fondatore dell'abbazia di Marchiennes, vi si recò per predicare il Vangelo. 
Nell'880, la città venne saccheggiata dai Normanni.
Nel Medioevo, La Bassée divenne una città fiamminga fortificata. L'esercito di Baldovino costruì le prime difese intorno all'anno 1000. Ancora circondata da una vasta palude, divenne un centro religioso e una piazzaforte con una consistente guarnigione. La città fu quindi circondata da una rete di canali e fossati alimentati da una serie di piccoli canali che drenavano le paludi. La Bassée, con Aire-sur-la-Lys e Saint-Omer, che erano anche responsabili della sorveglianza sul canale di Neufossé, formava una difesa a protezione del sud della regione da invasioni e minacce provenienti dal nord.

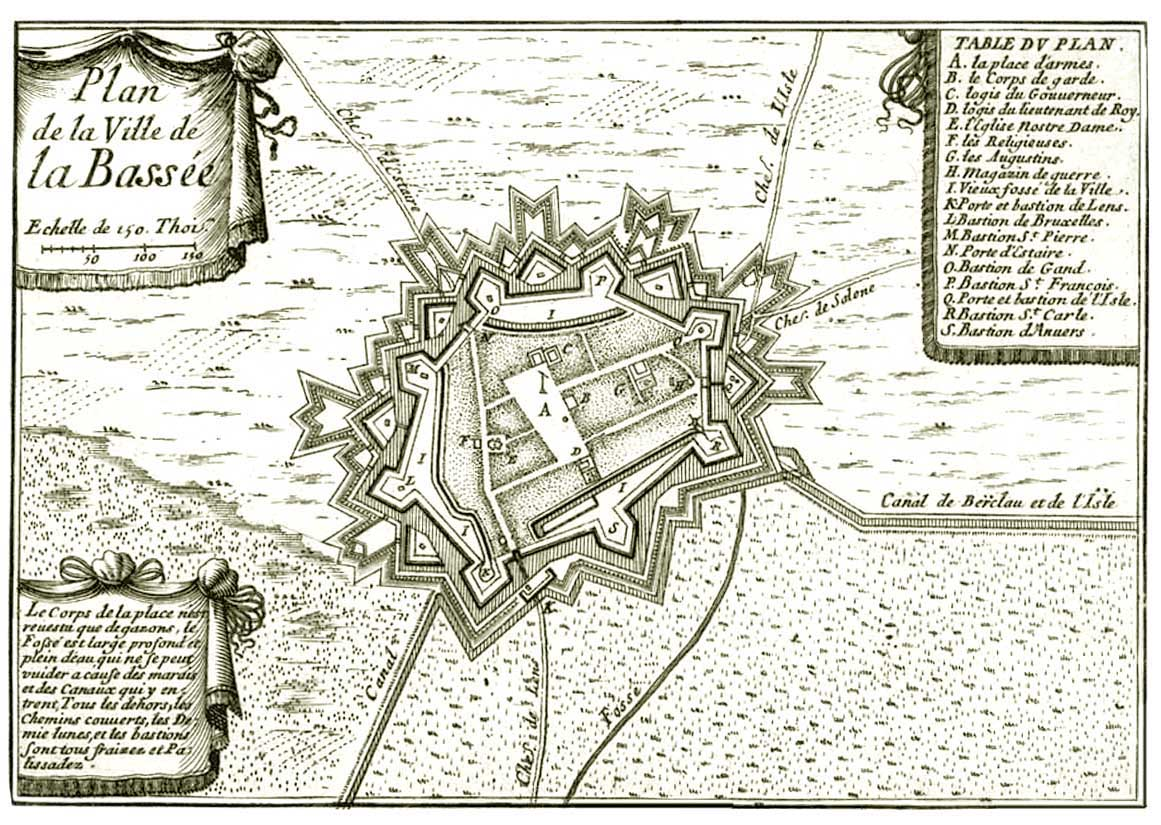
La città fortificata di La Bassée

Le fortificazioni della cittadina ospitavano anche strutture conventuali di monache ed eremitani, attorno alla chiesa di Notre-Dame.
La città ebbe una storia militare turbolenta essendo contesa tra la Francia e le Fiandre.
Nel XVI secolo la città appartenne ai Paesi Bassi spagnoli. Con il Trattato di Aquisgrana (1668), la città passò in mano francese e parte delle fortezze furono demolite.
Tra il 1708 e il 1713, fu utilizzata come campo trincerato dal maresciallo Villars, durante la guerra di successione spagnola.
Con il Trattato di Utrecht (1713), la città divenne definitivamente francese.
Questa roccaforte, che proteggeva sia la Contea d'Artois sia Lilla, veniva considerata strategicamente importante da Luigi XIV.
Durante la prima guerra mondiale, la città si trovava lungo la linea del fronte e fu quasi completamente rasa al suolo. Fu teatro della battaglia di La Bassée del 1914 e della battaglia del Lys del 1918. Le conseguenze della guerra rimasero visibili per più di 10 anni, la ricostruzione cominciò nel 1924 con la posa della prima pietra del municipio. La città subì ulteriori bombardamenti nel corso della seconda guerra mondiale.

## Monumenti e luoghi d'interesse

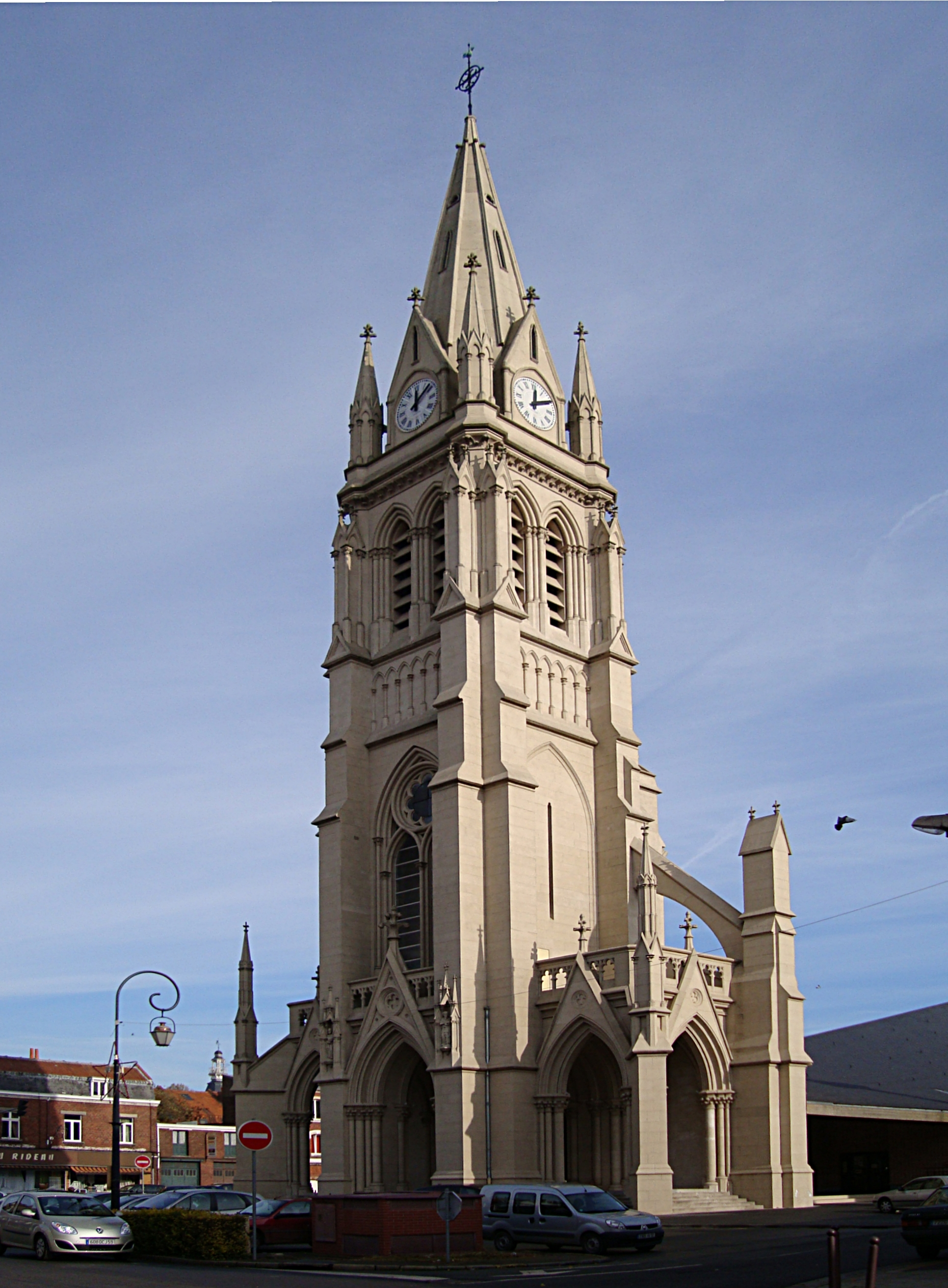
Il campanile della chiesa di Saint-Vaast, costruito negli anni 1920

- La chiesa di San Vedasto ha subito numerose distruzioni a causa di incendi e guerre fin dalla sua costruzione nel Medioevo. La grande chiesa neogotica costruita da Camille Tierce e Charles Leroy, intitolata a Vedasto di Arras, fu distrutta durante la prima guerra mondiale e ricostruita tra il 1926 e il 1929. Completamente demolita nel 2003, ad eccezione del campanile, venne sostituita nel 2005 da un luogo di culto moderno che mescola vetro e cemento armato, progettato dall'architetto Gustave Demoulins.[2] Il campanile è collegato alla nuova chiesa da un nartece. Le vetrate della vecchia chiesa sono state riassemblate nei nuovi finestroni: quelle del coro illustrano la storia di san Remigio e san Vedasto, quelle della navata raccontano la vita della Madonna. Anche le statue e il battistero provengono dal vecchio edificio.

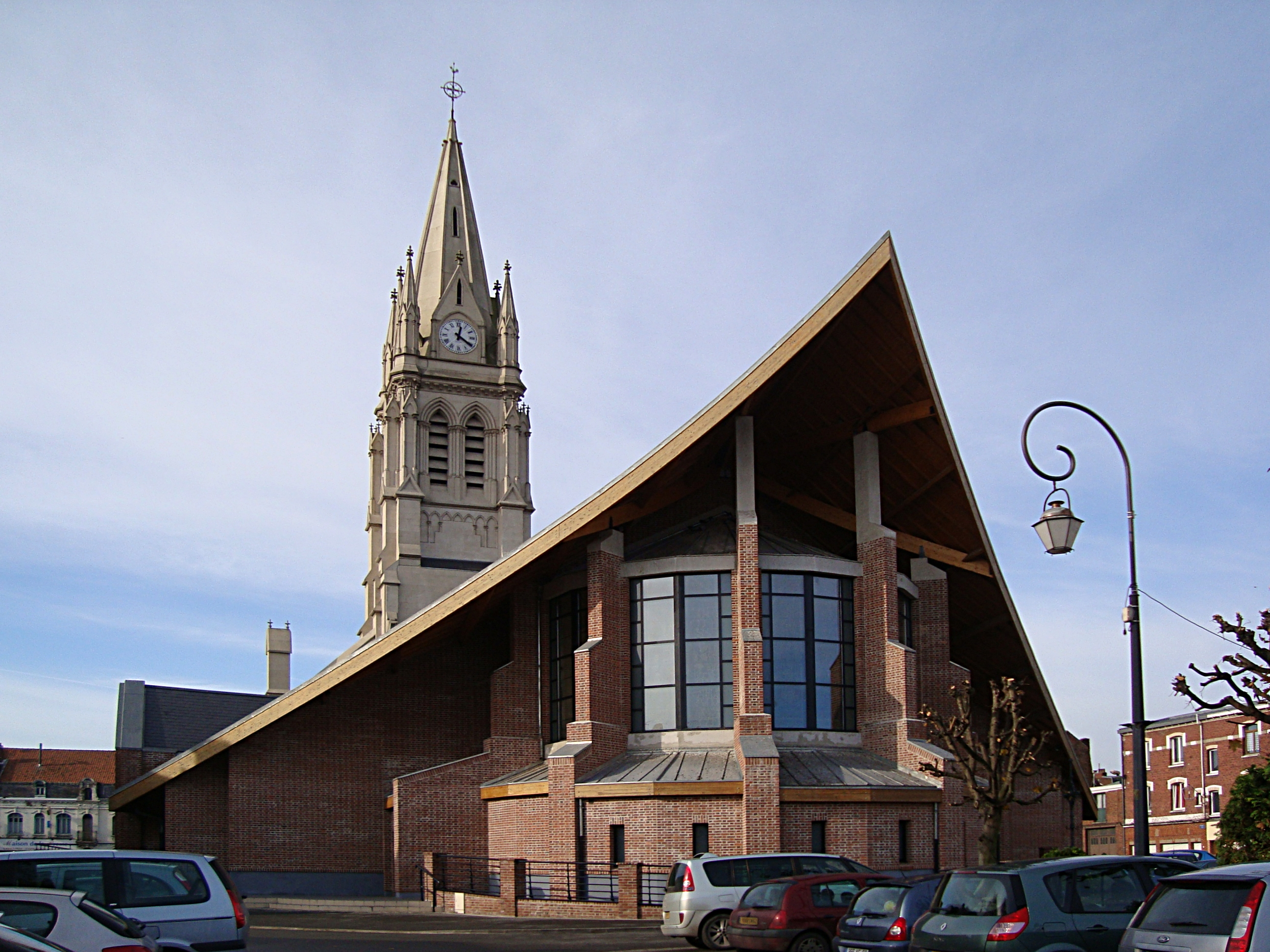
Retro della chiesa di Saint-Vaast di La Bassée

- La fontana in Square des Augustins, opera dell'architetto Alexandre Marcel (1860–1928) fu eretta in memoria di Robert Bacon, ambasciatore statunitense in Francia (1909-1912) e nell'esercito americano dal 1917 al 1919. È ispirata alla fontana dei Quattro Delfini di Aix en Provence. I getti della vasca superiore hanno la forma di tre cannoni. Fu inaugurata il 6 dicembre 1925.[2]
- Il municipio (Hôtel de Ville), progettato dagli architetti Léon Debatte e Gaston Brodelle, fu inaugurato il 7 agosto 1927. È un edificio elegante, costruito in mattoni e pietra, sormontato da un belvedere. La sua costruzione fu finanziata con il contributo del comune di Tours e simboleggiò il ritorno alla vita della città che era stata completamente distrutta durante la prima guerra mondiale.
- Il Monumento a Louis-Léopold Boilly, pittore nato a La Bassée nel 1761, è parte integrante della decorazione interna del municipio. È opera dello scultore Maurice Ringot (1880–1951), autore anche del Monumento ai caduti di La Bassée.[3] Il pittore è rappresentato seduto sulla balaustra della scala, con in mano la sua tavolozza, osservando i modelli di una giovane donna e una bambina in abiti in stile Impero.

## Società

### Evoluzione demografica
Abitanti censiti